# نورث أوكس
نورث أوكس (بالإنجليزية: North Oaks, Minnesota)‏ هي مدينة تقع في ولاية مينيسوتا في الولايات المتحدة. تبلغ مساحة هذه المدينة 22.35 (كم²)، وترتفع عن سطح البحر 286 م، بلغ عدد سكانها 4469 نسمة في عام 2010 حسب إحصاء مكتب تعداد الولايات المتحدة.

## التركيبة السكانية
قام مكتب تعداد الولايات المتحدة بتحديد بيانات التركيبة السكانية لنورث أوكسفي تعداد الولايات المتحدة. في ما يلي، التركيبة السكانية حسب تعدادي 2000 و2010.

### تعداد عام 2000
بلغ عدد سكان نورث أوكس 3,883 نسمة بحسب تعداد عام 2000، وبلغ عدد الأسر 1,300 أسرة وعدد العائلات 1,177 عائلة مقيمة في المدينة. في حين سجلت الكثافة السكانية 531.0 نسمة لكل ميل مربع (205.0/كم2). وبلغ عدد الوحدات السكنية 1,332 وحدة بمتوسط كثافة قدره 182.1 نسمة لكل ميل مربع (70.3/كم2).
وتوزع التركيب العرقي للمدينة بنسبة 93.33% من البيض و 0.15% من الأمريكيين الأصليين و 4.61% من الأمريكيين ذوي الأصول الآسيوية و 0.03% من سكان جزر المحيط الهادئ و 0.31% من الأمريكيين الأفارقة و 1.00% من عرقين مختلطين أو أكثر.
بلغ عدد الأسر 1,300 أسرة كانت نسبة 41.5% منها لديها أطفال تحت سن الثامنة عشر تعيش معهم، وبلغت نسبة الأزواج القاطنين مع بعضهم البعض 86.5% من أصل المجموع الكلي للأسر، ونسبة 2.6% من الأسر كان لديها معيلات من الإناث دون وجود شريك، وكانت نسبة 9.4% من غير العائلات. تألفت نسبة 7.6% من أصل جميع الأسر من أفراد ونسبة 3.2% كانوا يعيش معهم شخص وحيد يبلغ من العمر 65 عاماً فما فوق. وبلغ متوسط حجم الأسرة المعيشية 3.08، أما متوسط حجم العائلات فبلغ 2.92.
بلغ العمر الوسطي للسكان 45 عاماً. وكانت نسبة 27.6% من القاطنين تحت سن الثامنة عشر، وكانت نسبة 4.7% بين الثامنة عشر والأربعة وعشرون عاماً، ونسبة 17.6% كانت واقعةً في الفئة العمرية ما بين الخامسة والعشرون حتى والأربعة وأربعون عاماً، ونسبة 38.5% كانت ما بين الخامسة والأربعون حتى الرابعة والستون، ونسبة 11.6% كانت ضمن فئة الخامسة والستون عاماً فما فوق. يوجد لكل 100 أنثى 99.2 ذكر، ويوجد لكل 100 أنثى في الثامنة عشر من عمرها فما فوق 96.0 ذكر.
بلغ متوسط دخل الأسرة في المدينة 149,158 دولار، أما متوسط دخل العائلة فبلغ 152,380 دولار. وكان متوسط دخل الذكور 100,000 دولار مقابل 47,019 دولار للإناث. وسجل دخل الفرد الخاص بالمدينة 72,686 دولار.

### تعداد عام 2010
بلغ عدد سكان نورث أوكس 4,469 نسمة بحسب تعداد عام 2010، وبلغ عدد الأسر 1,746 أسرة وعدد العائلات 1,378 عائلة مقيمة في المدينة. في حين سجلت الكثافة السكانية 645.8 نسمة لكل ميل مربع (249.3/كم2). وبلغ عدد الوحدات السكنية 1,868 وحدة بمتوسط كثافة قدره 269.9 لكل ميل مربع (104.2/كم2).
وتوزع التركيب العرقي للمدينة بنسبة 93.0% من البيض و 0.2% من الأمريكيين الأصليين و 5.2% من الأمريكيين ذوي الأصول الآسيوية و 0.4% من الأمريكيين الأفارقة و 1.1% من عرقين مختلطين أو أكثر.
بلغ عدد الأسر 1,746 أسرة كانت نسبة 27.5% منها لديها أطفال تحت سن الثامنة عشر تعيش معهم، وبلغت نسبة الأزواج القاطنين مع بعضهم البعض 74.3% من أصل المجموع الكلي للأسر، ونسبة 3.1% من الأسر كان لديها معيلات من الإناث دون وجود شريك، بينما كانت نسبة 1.5% من الأسر لديها معيلون من الذكور دون وجود شريكة وكانت نسبة 21.1% من غير العائلات. وبلغ متوسط حجم الأسرة المعيشية 2.84، أما متوسط حجم العائلات فبلغ 2.49.
بلغ العمر الوسطي للسكان 53.1 عاماً. وكانت نسبة 20.9% من القاطنين تحت سن الثامنة عشر، وكانت نسبة 4.1% بين الثامنة عشر والأربعة وعشرون عاماً، ونسبة 11.7% كانت واقعةً في الفئة العمرية ما بين الخامسة والعشرون حتى والأربعة وأربعون عاماً، ونسبة 37.7% كانت ما بين الخامسة والأربعون حتى الرابعة والستون، ونسبة 25.6% كانت ضمن فئة الخامسة والستون عاماً فما فوق. وتوزع التركيب الجنسي للسكان بنسبة 48.2% ذكور و51.8% إناث.

## وصلات خارجية
- The US50 - Cities and Towns in Minnesota State